# Klórtoluol
A klórtoluol elnevezés három, egymással izomer szerves vegyületet jelöl, ezek az orto-klórtoluol, a meta-klórtoluol és a para-klórtoluol. Mindhárom vegyület kétszeresen szubsztituált benzolgyűrűt tartalmaz, melyhez – egymáshoz képest különböző helyzetben – egy klóratom és egy metilcsoport kapcsolódik.

## Tulajdonságai
A három izomer összegképlete azonos, de molekulájukban a klóratom különböző helyeken kapcsolódik. Forráspontjuk hasonló, de a p-klórtoluol olvadáspontja a másik két izomerénél jóval magasabb, ennek oka a szorosabb illeszkedésű kristályszerkezet.
| Klórtoluol izomerek          | Klórtoluol izomerek                                              | Klórtoluol izomerek                                              | Klórtoluol izomerek                                              |                                                                  |
| Általános                    | Általános                                                        | Általános                                                        | Általános                                                        |                                                                  |
| ---------------------------- | ---------------------------------------------------------------- | ---------------------------------------------------------------- | ---------------------------------------------------------------- | ---------------------------------------------------------------- |
| Triviális név                | o-klórtoluol                                                     | m-klórtoluol                                                     | p-klórtoluol                                                     |                                                                  |
| Szerkezet                    |                                                                  |                                                                  |                                                                  |                                                                  |
| Szisztematikus név           | 1-klór-2-metilbenzol                                             | 1-klór-3-metilbenzol                                             | 1-klór-4-metilbenzol                                             |                                                                  |
| Moleklaképlet                | C7H7Cl (C6H4ClCH3)                                               | C7H7Cl (C6H4ClCH3)                                               | C7H7Cl (C6H4ClCH3)                                               |                                                                  |
| Moláris tömeg                | 126,586 g/mol                                                    | 126,586 g/mol                                                    | 126,586 g/mol                                                    |                                                                  |
| Megjelenés                   | színtelen folyadék                                               | színtelen folyadék                                               | színtelen folyadék                                               |                                                                  |
| CAS-szám                     | [95-49-8]                                                        | [108-41-8]                                                       | [106-43-4]                                                       |                                                                  |
| Tulajdonságok                |                                                                  |                                                                  |                                                                  |                                                                  |
| Sűrűség és halmazállapot     | 1,073 g/ml, folyadék                                             | 1,072 g/ml, folyadék                                             | 1,069 g/ml, folyadék                                             |                                                                  |
| Oldhatóság vízben            | gyakorlatilag oldhatatlan                                        | gyakorlatilag oldhatatlan                                        | gyakorlatilag oldhatatlan                                        |                                                                  |
| Oldhatóság más oldószerekben | apoláris oldószerekben, például aromás szénhidrogénekben oldódik | apoláris oldószerekben, például aromás szénhidrogénekben oldódik | apoláris oldószerekben, például aromás szénhidrogénekben oldódik | apoláris oldószerekben, például aromás szénhidrogénekben oldódik |
| Olvadáspont                  | −35 °C (238 K)                                                   | −47 °C (226 K)                                                   | 7 °C (280 K)                                                     |                                                                  |
| Forráspont                   | 159 °C (432 K)                                                   | 162 °C (435 K)                                                   | 162 °C (435 K)                                                   |                                                                  |
| Mágneses szuszceptibilitás   | -81,98·10−6 cm³/mol                                              | -80,07·10−6 cm³/mol                                              | -80,07·10−6 cm³/mol                                              |                                                                  |

A benzil-klorid is a fentiekkel izomer vegyület, benne a toluol metilcsoportjának egyik hidrogénjét helyettesíti klór, néha α-klórtoluolnak is nevezik.

## Fordítás
Ez a szócikk részben vagy egészben  a   Chlorotoluene című angol Wikipédia-szócikk ezen változatának fordításán alapul.  Az eredeti cikk szerkesztőit annak laptörténete sorolja fel. Ez a jelzés csupán a megfogalmazás eredetét és a szerzői jogokat jelzi, nem szolgál a cikkben szereplő információk forrásmegjelöléseként.